# Solenopsis megera
Solenopsis megera är en myrart som beskrevs av Santschi 1934. Solenopsis megera ingår i släktet eldmyror, och familjen myror. Inga underarter finns listade i Catalogue of Life.